# Regementsofficer
Regementsofficer var en befälskår som skapades vid 1972 års tjänsteställningsreform i Krigsmakten, då den tidigare officerskåren upphörde. Befälskåren regementsofficerare skall ej att förväxlas med befälsnivån regementsbefäl, då regementsofficerare även kunde vara kompanibefäl.

## Befälskårer
Genom den tjänsteställningsreform som genomfördes den första juli 1972 reformerades de tre existerande befälskårerna för underbefäl, underofficerare och officerare. Uppdelningen i tre olika befälskårer bibehölls, men istället förändrades deras benämningar till plutonsofficerare, kompaniofficerare samt regementsofficerare.
Samtliga befäl som tidigare tillhört officerskåren fick efter reformens genomförande sin tillhörighet i den nya regementsofficerskåren.
| Före 1972-07-01 | Efter 1972-07-01 |
| --------------- | ---------------- |
| Officer         | Regementsofficer |
| Underofficer    | Kompaniofficer   |
| Underbefäl      | Plutonsofficer   |
| Underbefäl      | Gruppbefäl       |

## Befälsgrader
| Före 1972-07-01  | Före 1972-07-01 | Efter 1972-07-01                              | Efter 1972-07-01 |
| Grupp            | Officer         | Regementsofficer                              | Grupp            |
| ---------------- | --------------- | --------------------------------------------- | ---------------- |
| Generalspersoner | General         | General                                       | Generalspersoner |
| Generalspersoner | Generallöjtnant | Generallöjtnant                               | Generalspersoner |
| Generalspersoner | Generalmajor    | Generalmajor                                  | Generalspersoner |
| Regementsbefäl   | Överste         | Överste av 1. graden                          | Regementsbefäl   |
| Regementsbefäl   | Överste         | Överste                                       | Regementsbefäl   |
| Regementsbefäl   | Överstelöjtnant | Överstelöjtnant med särskild tjänsteställning | Regementsbefäl   |
| Regementsbefäl   | Major           | Överstelöjtnant                               | Regementsbefäl   |
| Kompanibefäl     | Kapten          | Major                                         | Regementsbefäl   |
| Kompanibefäl     | Löjtnant        | Kapten                                        | Kompanibefäl     |
| Kompanibefäl     | Fänrik          | Löjtnant                                      | Kompanibefäl     |

Regementsofficerskåren omfattade förutom regementsbefäl, även generalspersoner och vissa kompanibefäl. Graden fänrik existerade ej i regementsofficerskåren då samtliga tidigvarande fänrikar befordrades till löjtnanter vid införande av 1972 års tjänsteställningsreform. Även för löjtnanter, kaptener och majorer innebar reformen befordran till en högre grad. För de som befordrats till överstelöjtnant före den 1 juli 1972 innebar reformen att de erhöll en högre tjänsteställning, men att de fortsatte att bära samma gradbeteckning som en vanlig överstelöjtnant. Överstar med tjänst i lönegrad C2 eller högre lönegrad befordrades till den nyinrättade befälsgraden överste av 1. graden.

## Tjänsteställning

### Officerare och underofficerare före 1972
Redan före tjänsteställningsreformen hade de lägre officerarna och underofficerarna, på motsvarande kompanibefälsnivå, ett system med varvad tjänsteställning så att en fanjunkare hade tjänsteställning mellan fänrik och löjtnant, och en förvaltare mellan löjtnant och kapten.
| Ordningsföljd | Officer                           | Underofficer |
| ------------- | --------------------------------- | ------------ |
| 1             | General                           | -            |
| 2             | Generallöjtnant                   | -            |
| 3             | Generalmajor                      | -            |
| 4             | Överste i lönegrad C2 eller högre | -            |
| 5             | Överste                           | -            |
| 6             | Överstelöjtnant                   | -            |
| 7             | Major                             | -            |
| 8             | Kapten                            | -            |
| 9             | -                                 | Förvaltare   |
| 10            | Löjtnant                          | -            |
| 11            | -                                 | Fanjunkare   |
| 12            | Fänrik                            | -            |
| 13            | -                                 | Sergeant     |

### Regementsofficerare och kompaniofficerare 1972-1983
Efter genomförandet av befälsreformen 1972 erhöll de tidigare underofficerarna både grad och tjänsteställning som fänrik, löjtnant och kapten. Fänrik var ej längre en regimentsofficersgrad, men löjtnanter och kaptener hade nu samma tjänsteställning oavsett vilken befälskår de tillhörde, och senioriteten mellan olika officerare räknades normalt endast i tjänstgöringsår. Värnpliktigt kompanibefäl räknades dock alltid efter yrkesanställda officerare av samma grad.
| Befälsnivå     | Ordningsföljd | Regementsofficer     | Kompaniofficer |
| -------------- | ------------- | -------------------- | -------------- |
| Generalsperson | 1             | General              | -              |
| Generalsperson | 2             | Generallöjtnant      | -              |
| Generalsperson | 3             | Generalmajor         | -              |
| Regementsbefäl | 4             | Överste av 1. graden | -              |
| Regementsbefäl | 5             | Överste              | -              |
| Regementsbefäl | 6             | Överstelöjtnant      | -              |
| Regementsbefäl | 7             | Major                | -              |
| Kompanibefäl   | 8             | Kapten               | Kapten         |
| Kompanibefäl   | 9             | Löjtnant             | Löjtnant       |
| Kompanibefäl   | 10            | -                    | Fänrik         |

### Ny befälsordning 1983
Ny befälsordning (NBO) infördes den 1 juni 1983 och innebar att uppdelningen i tre olika officerskårer slopades till förmån för en enhetlig befälskår med beteckningen yrkesofficer.

### 2009 års befälsordning
Befälsordningen 2009 innebar att yrkesofficerskåren delades i officerare och specialofficerare och att den saxade tjänsteställningen återinfördes.